# Lohri Tholus
Il Lohri Tholus è una struttura geologica della superficie di Cerere.